# Calascio
Calascio község (comune) Olaszország Abruzzo régiójában, L’Aquila megyében.

## Fekvése
A megye északkeleti részén fekszik. Határai: Carapelle Calvisio, Castel del Monte, Castelli, Castelvecchio Calvisio, Isola del Gran Sasso d’Italia, Ofena és Santo Stefano di Sessanio.

## Története
Első írásos említése 816-ból származik, amikor a San Vincenzo al Volturno-apátság birtoka volt. A következő századokban nemesi birtok volt. Önállóságát a 19. század elején nyerte el, amikor a Nápolyi Királyságban felszámolták a feudalizmust.

## Népessége
A népesség számának alakulása:

## Főbb látnivalói
- Rocca Calascio
- San Nicola-templom
- Madonna della Pietà-templom